# Criterio (revista universitaria de cultura)

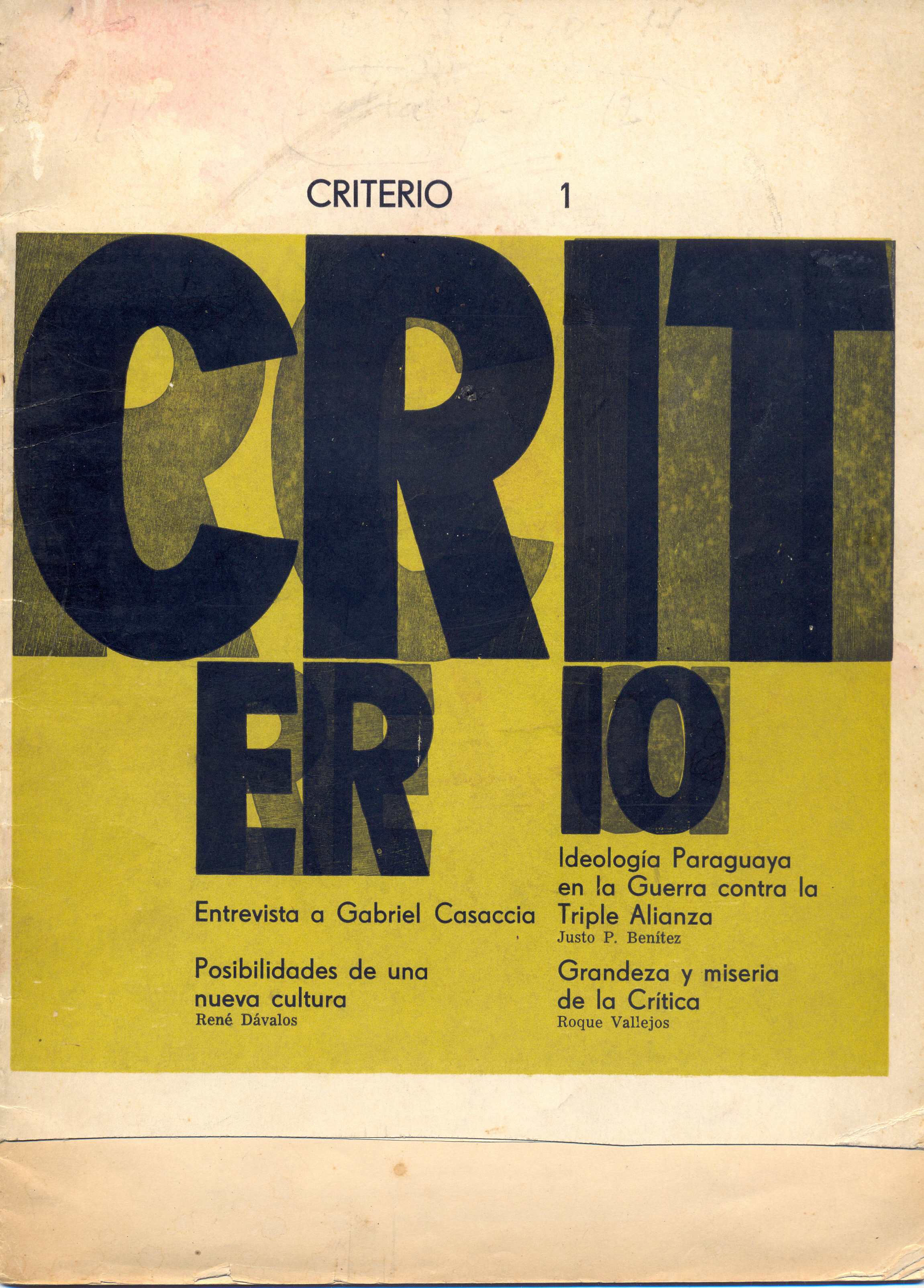
Tapa de la revista Criterio en su número 1. Colección Vera-Scuderi

Criterio Revista Universitaria de Cultura, conocida y publicada también como Criterio, fue el órgano de difusión de la Federación Universitaria del Paraguay (FUP). Su primer número apareció en Asunción, Paraguay, en 1966.

## Contexto histórico
En 1954, asumió la presidencia de la República del Paraguay el general Alfredo Stroessner, quien estaría al mando ininterrumpidamente por 35 años. El gobierno de Stroessner alentó una serie de cambios estructurales que modernizaron el Paraguay, pero también fue signado por el autoritarismo.
En ese contexto, varias organizaciones gremiales y sociales, como la Federación Universitaria del Paraguay (FUP), tuvieron una gran actividad política. Parte de esas luchas la llevaron a cabo desde la comunicación en prensa.
La Federación Universitaria del Paraguay y sus agremiados contaban en su historial con una larga lista de luchas. Puede recordarse el episodio del 23 de octubre de 1931 que costó la vida de 9 personas cuando se llevó a cabo la protesta estudiantil por la ocupación boliviana del Chaco, que posteriormente derivaría en la Guerra del Chaco entre Paraguay y Bolivia (1932-1935).
Hacia 1940, la lucha estudiantil también enfrentó al gobierno del general Higinio Morínigo e hizo lo mismo con el de Stroessner en la década del 60.
Pero la efervescencia popular no solo se limitaba a lo político, sino que también abarcaba lo cultural. Fue la época que vio consolidarse a la llamada «generación del 60», muchos de sus actores, con posterioridad, devenidos a filósofos, artistas, pensadores, literatos y promotores culturales.
La forma comunicacional elegida por muchas de esas organizaciones fue la prensa, tanto el periódico como la revista. En ese contexto, y con ese concepto, apareció Criterio.

## La revista Criterio
Criterio salió a la luz en 1966 y contó con dos épocas. La primera entre 1966 y 1971 en la que se publicaron diez números, y la segunda entre 1976 y 1977 en la que se publicaron dos números. El cierre de esta revista estuvo motivada por la persecución y apresamiento de sus directores.
En su número 1, el editorial dice que: «Llegamos con Latinoamérica al cruce en el camino de su Historia. Vivimos horas de angustia y esperanzas para los pueblos que quieren ser reales artífices de su destino./ En momentos cruciales para Latinoamérica, y con ella el Paraguay, en que la historia exige de sus hijos el esfuerzo máximo en estas décadas revolucionarias, la palabra universitaria debe ser escuchada en toda su amplitud./ CRITERIO, revista de cultura, trae la palabra libre de la Universidad, sin más compromisos que con los legítimos intereses universitarios y populares.»
El primer número llevó en tapa cuatro grandes temas: Entrevista a Gabriel Casaccia, Posibilidades de una nueva cultura, Ideología paraguaya en la Guerra contra la Triple Alianza y Grandeza y miseria de la Crítica.
Un aspecto importante a considerar en esta revista, en su utilidad actual como fuente de investigación, es la sección llamada «La Universidad en el Paraguay», en la que se evidencian, con fotografía y otros datos, a los presidentes de los distintos centros de estudiantes de las facultades asociadas en la federación.

## Características
- De la revista se publicaron en total 12 números. (enlace roto disponible en Internet Archive; véase el historial, la primera versión y la última).
- La publicación salió en dos épocas, entre 1966-1971 y entre 1976-1977.
- El formato de la revista fue de 20x27 cm, impreso en papel de alto gramaje en la tapa y la «tripa» en papel obra primera.
- Siempre se usó un color de tinta (usualmente el negro) en el interior o «tripa». La tapa era a color, uno o dos colores de tinta.
- Los distintos números incluyen tanto fotografías como gráficas, generalmente reproducciones de grabados de conocidos artistas paraguayos.
- La periodicidad era bimensual, aunque los tiempos no siempre fueron respetados.
- La cantidad de páginas también fue variable, oscilaba entre 32, 36 y 44.

## Colaboradores
- Uno de los puntos resultantes de la revista Criterio fue su plantel editor y los colaboradores.
- En el número 1 aparece el siguiente plantel: Director, Basilio Bogado G.; Jefe de redacción, José Carlos Rodríguez A.; Consejo de redacción, René Dávalos, Juan Félix Bogado G., Adolfo Ferreiro y Alberto Ramírez; Colaboradores, Juan C. Da Costa, Nelson Roura y Guido Rodríguez A.; Colaboradores de este número, Justo Pastor Benítez (h), Roque Vallejos, Jesús Ruíz Nestosa; Tapa y diagramación, Bruno Ese; impresión, Imprenta Salesiana.[7]
- En la parte gráfica se puede citar colaboraciones de los artistas Carlos Colombino, Olga Blinder, Ida Talavera de Francia, Enrique Careaga y Lotte Schulz.